# Witooglijster
De witooglijster (Turdus jamaicensis) is een zangvogel uit de familie lijsters (Turdidae).

## Verspreiding en leefgebied
Deze soort komt voor op Jamaica en de Kaaimaneilanden.